# Bohnenländer Eiche
Die Bohnenländer Eiche oder Dicke Eiche war eine als Naturdenkmal geschützte Stieleiche (Quercus robur L.) in der Stadt Brandenburg an der Havel nahe dem Wohnplatz Bohnenland, etwa auf halber Strecke zwischen Bohnenländer See und Gallberg.

## Geschichte
Die Bohnenländer Eiche war ein auf etwa 320 bis 450 Jahre beziehungsweise circa 500 Jahre geschätzter Baum in der Gemarkung Bohnenland im Altstädtischen Forst unweit des Forsthaus Bohnenland. Aufgrund ihrer besonderen Größe wurde die Dicke Eiche am 20. November 1934 unter Schutz gestellt. Nachdem der Stamm des Baums 1943 von einem Blitzschlag gespalten worden war, wurde der ausgedehnte Spalt im Stamm zur Sicherung 1956 von Hans Lubitz und Hermann Knape mit Lehm gefüllt und mit Ziegelsteinen vermauert. 2001 hatte die Eiche in der Höhe von einem Meter einen Umfang von 8,42 Meter und der Stamm an seiner schmalsten Stelle, der Taille, einen Umfang von 8,12 Meter. Damit gehörte sie zu den dicksten Eichen Deutschlands. Der Brusthöhenumfang hat im Juli 2015 8,36 m betragen. In einer Sturmnacht vom 13. auf den 14. November 2015 brach die Bohnenländer Eiche vollständig auseinander, nachdem bereits im September zuvor ein großer Ast abgebrochen war.

## Galerie

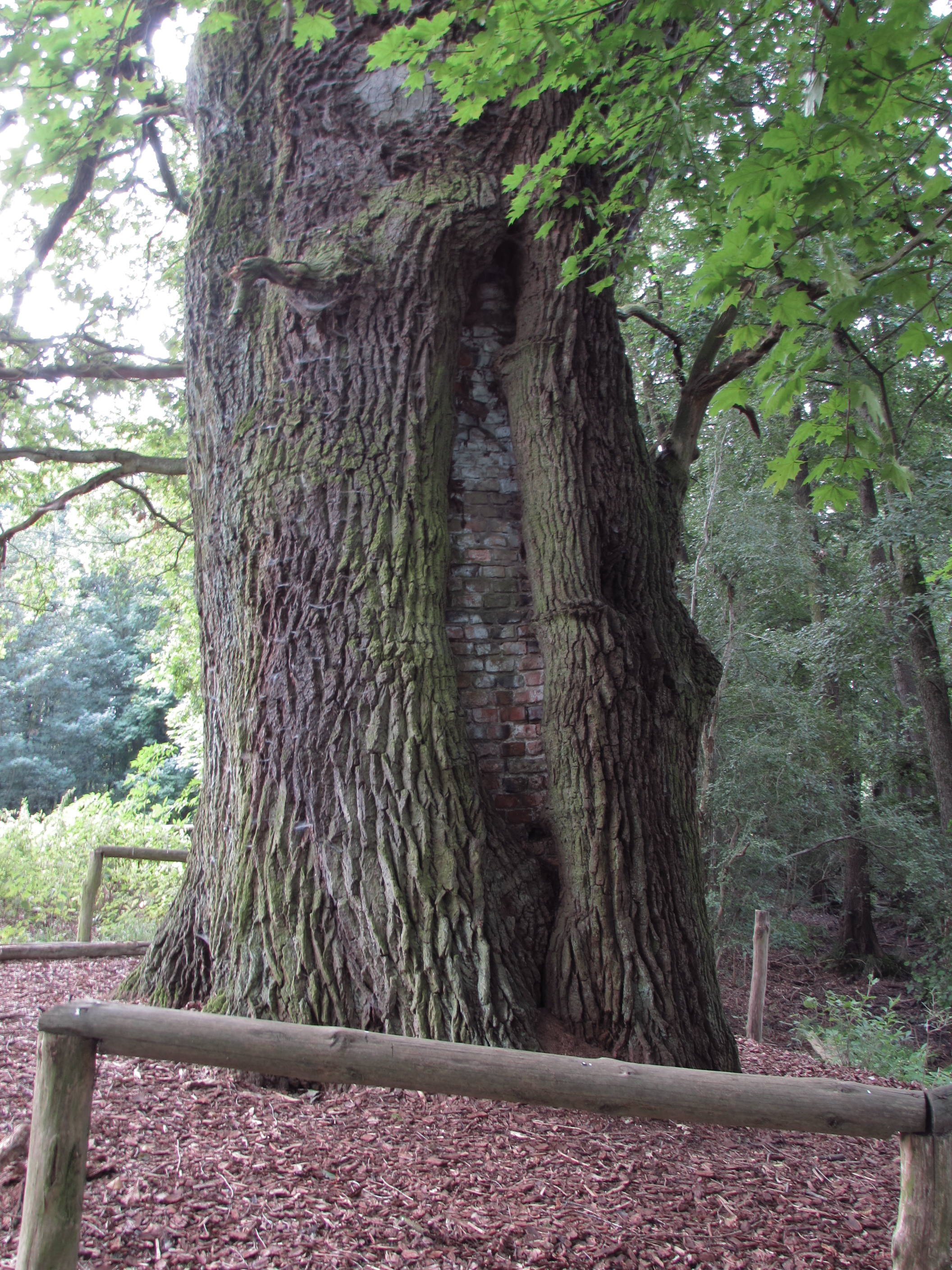
Mit Mauerwerk gefüllter Spalt im Stamm
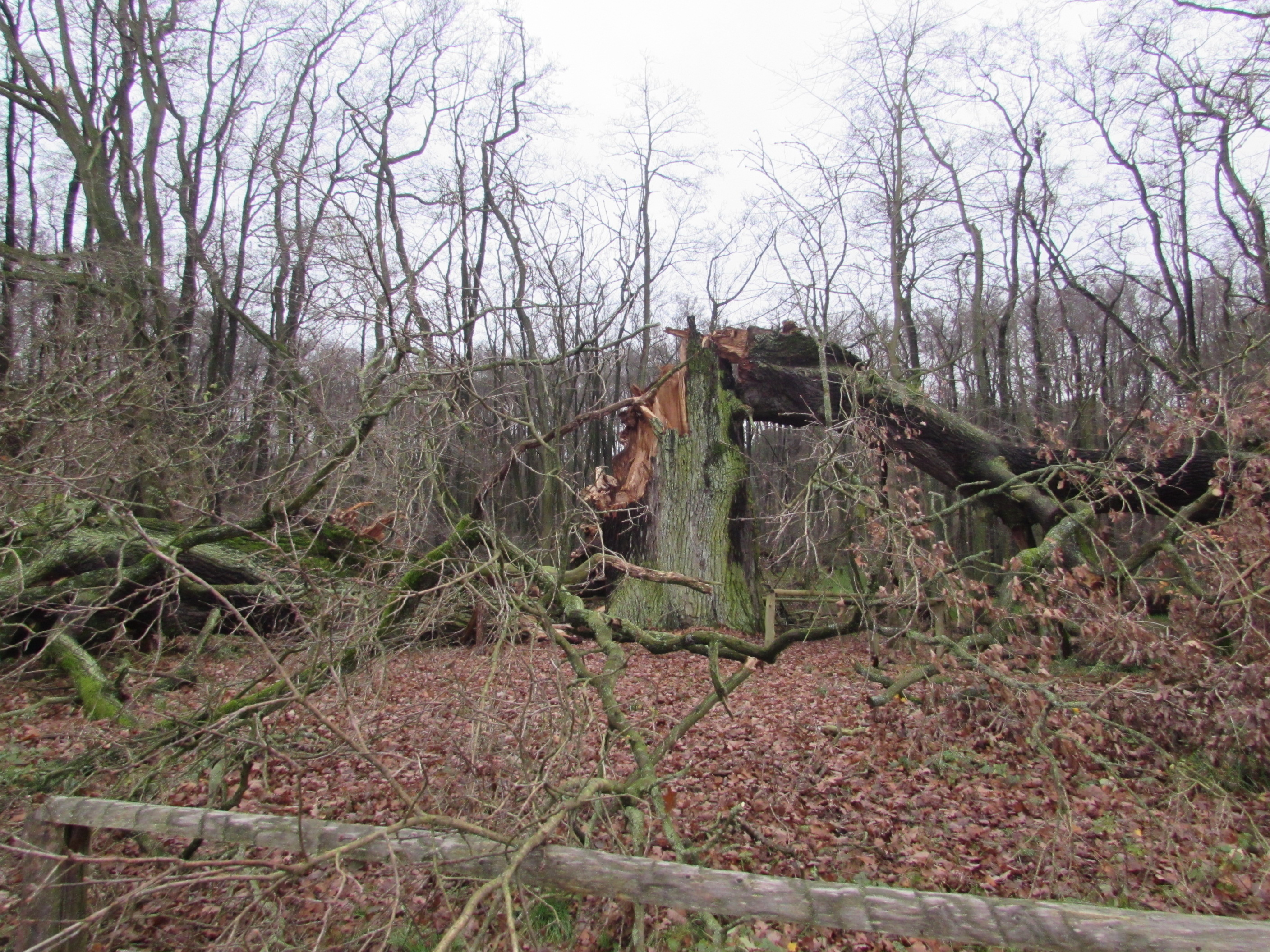
Nach dem Zusammenbruch